# Chrysopodes (Chrysopodes) polygonicus
Chrysopodes (Chrysopodes) polygonicus is een insect uit de familie gaasvliegen (Chrysopidae), die tot de orde netvleugeligen (Neuroptera) behoort. De soort komt voor in Brazilië.